# غازتيرا
شركة غازتيرا هي شركة هولندية مملوكة جزئيًا للدولة ، تعمل في مجال تجارة وتوريد الغاز الطبيعي عالميًا. وتمتلكها شركة رويال داتش شل بنسبة 25%، وشركة إكسون موبيل بنسبة 25%، والحكومة الهولندية بنسبة 50%.  يعود تاريخها إلى عام 2005، عندما تأسست بعد انفصال شركة غازيوني .
قبل عام ٢٠٠٥، كانت شركة غازيوني مرخصة لبيع ونقل الغاز الطبيعي المُكتشف في هولندا. ونتيجةً لتحرير سوق الغاز الأوروبية ، تعيّن فصل النقل والتجارة والتوريد إلى شركات مستقلة. وفي عام ٢٠٠٥، تم هذا الفصل، مما أدى إلى نشوء شركة غازتيرا وشركة أخرى لنقل الغاز الطبيعي. واحتفظت الشركة الأخيرة باسمها الأصلي، غازيوني.
لطالما كانت هولندا مصدرًا صافيًا للغاز الطبيعي، ولكن في السنوات الأخيرة انخفض المعروض الوطني من الغاز بشكل أسرع من الطلب. كانت نقطة التحول في عام 2018، عندما أصبحت هولندا مستوردًا صافيًا للغاز في ذلك العام. تم استيراد حوالي 10 مليارات متر مكعب في عام 2019، ويرجع ذلك أساسًا إلى الاستيراد الإضافي للغاز الطبيعي المسال.  بسبب التخلص التدريجي المتسارع من استخراج الغاز الطبيعي في جرونينجن، سيتعين على الشركة الإغلاق في غضون بضع سنوات. أعلن الوزير إريك ويبس عن ذلك في 7 أكتوبر 2019 في رسالة إلى مجلس النواب.  سيتوقف استخراج الغاز من حقل جرونينجن في عام 2022، مما يعني أن النشاط الأساسي لشركة غازتيرا كمكتب مبيعات لغاز جرونينجن سيتوقف. في سبتمبر 2020، أعلنت شركة غازتيرا أنها ستتوقف بشكل دائم في 31 ديسمبر 2024. وقد تم وضع خطة اجتماعية لحوالي 165 موظفًا يتم فيها منع عمليات التسريح الإجباري قدر الإمكان ويتم توجيه الموظفين إلى عمل جديد. 

## روابط خارجية
- الموقع الإلكتروني لشركة GasTerra